# Temporada do Club Universitario de Deportes de 2018
O Club Universitario de Deportes em 2018, participou de duas competições: Campeonato Peruano e Copa Libertadores.

## Competições

### Campeonato Peruano
O Campeonato Descentralizado de 2018 foi a 102ª edição da Primeira Divisão Peruana e a 53ª com o nome de Descentralizado.

#### Torneo de Verano
| Classificação - Grupo A | Classificação - Grupo A   | Classificação - Grupo A | Classificação - Grupo A | Classificação - Grupo A | Classificação - Grupo A | Classificação - Grupo A | Classificação - Grupo A | Classificação - Grupo A | Classificação - Grupo A |
| Pos                     | Time                      | PG                      | J                       | V                       | E                       | D                       | GP                      | GS                      | SG                      |
| ----------------------- | ------------------------- | ----------------------- | ----------------------- | ----------------------- | ----------------------- | ----------------------- | ----------------------- | ----------------------- | ----------------------- |
| 8                       | Universitario de Deportes | 13                      | 14                      | 2                       | 7                       | 5                       | 16                      | 21                      | -5                      |

#### Torneo Apertura
| Classificação | Classificação             | Classificação | Classificação | Classificação | Classificação | Classificação | Classificação | Classificação | Classificação |
| Pos           | Time                      | PG            | J             | V             | E             | D             | GP            | GS            | SG            |
| ------------- | ------------------------- | ------------- | ------------- | ------------- | ------------- | ------------- | ------------- | ------------- | ------------- |
| 11            | Universitario de Deportes | 18            | 15            | 4             | 6             | 5             | 18            | 21            | -3            |

#### Torneo Clausura
| Classificação | Classificação             | Classificação | Classificação | Classificação | Classificação | Classificação | Classificação | Classificação | Classificação |
| Pos           | Time                      | PG            | J             | V             | E             | D             | GP            | GS            | SG            |
| ------------- | ------------------------- | ------------- | ------------- | ------------- | ------------- | ------------- | ------------- | ------------- | ------------- |
| 4             | Universitario de Deportes | 26            | 15            | 8             | 2             | 5             | 20            | 17            | +3            |

#### Classificação Geral
O Universitario terminou na nona posição e não conseguiu se classificar para nenhum torneio internacional. 
| Classificação | Classificação             | Classificação | Classificação | Classificação | Classificação | Classificação | Classificação | Classificação | Classificação |
| Pos           | Time                      | PG            | J             | V             | E             | D             | GP            | GS            | SG            |
| ------------- | ------------------------- | ------------- | ------------- | ------------- | ------------- | ------------- | ------------- | ------------- | ------------- |
| 9             | Universitario de Deportes | 56            | 44            | 14            | 15            | 15            | 54            | 59            | -5            |

### Copa Libertadores

#### Primera fase
| 22 de janeiro | Oriente Petrolero         | 2 – 0     | Universitario |                                    |  |
| 21:15 (UTC−4) | Sánchez 27' · Freitas 79' | Relatório |               | Público: 21 500[carece de fontes?] |  |

| 26 de janeiro | Universitario              | 3 – 1     | Oriente Petrolero |                                    |  |
| 20:45 (UTC−5) | Corzo 7', 60' · Chávez 65' | Relatório | Paredes 84'       | Público: 17 000[carece de fontes?] |  |